# Arlington (Ohio)
Pour les articles homonymes, voir Arlington.
Arlington est un village américain situé dans le comté de Hancock, dans l'Ohio. Selon le recensement de 2010, sa population est de 1 455 habitants.